# Gävleborg
Nota linguística: Não confundir grevskap (território governado por um conde) com län (subdivisão administrativa da Suécia).
O Condado de Gävleborg (em sueco: Gävleborgs län;  ouça a pronúncia) é um dos 21 condados em que a Suécia está atualmente dividida.

Ocupa 4,5% da superfície total do país, e tem uma população de cerca de 285 156 habitantes (2024).                                                                                              A sua sede administrativa (residensstad) está na cidade de Gävle.

## Etimologia e uso
O termo Gävlesborg län designa desde 1810 o atual condado, constituído pela Hälsingland e Gästrikland.                                                                                             Anteriormente, o termo designou desde 1654 outras configurações político-administrativas, envolvendo as províncias de Ångermanland, Jämtland, Medelpad, Härjedalen, Hälsingland e Gästrikland.

Em textos em português costuma ser usada a forma original Gävleborg.

## História
O Condado de Gävleborg foi fundado em 1762, abrangendo então as províncias históricas da Gästrikland, Hälsingland e Härjedalen, retiradas na altura ao condado da Västernorrland. Em 1810, perdeu por sua vez a Härjedalen, e adquiriu a composição atual.

### O condado atual
É constituído pelas antigas província históricas de Hälsingland e Gästrikland, e está localizado no sudeste da região histórica da Norrland. 

A Norrland
A Província histórica da Hälsingland
A Província histórica da Gästrikland

### Brasão
O seu brasão está baseado nos brasões das 2 províncias históricas de que é composto -  Hälsingland e Gästrikland.

## Geografia

### Comunas
O condado de Gävleborg está dividido em 10 comunas (Kommuner) a nível local:

| \| Comuna \| População (31 de dezembro de 2006) \| \| ---------- \| ---------------------------------- \| \| Bollnäs \| 26.278 \| \| Gävle \| 92.416 \| \| Hofors \| 10.091 \| \| Hudiksvall \| 36.956 \| \| Ljusdal \| 19.243 \| \| Nordanstig \| 9.810 \| \| Ockelbo \| 6.038 \| \| Ovanåker \| 11.816 \| \| Sandviken \| 36.748 \| \| Söderhamn \| 26.257 \| |                                    |
| |                                    |
| Comuna | População (31 de dezembro de 2006) |
| Bollnäs | 26.278                             |
| Gävle | 92.416                             |
| Hofors | 10.091                             |
| Hudiksvall | 36.956                             |
| Ljusdal | 19.243                             |
| Nordanstig | 9.810                              |
| Ockelbo | 6.038                              |
| Ovanåker | 11.816                             |
| Sandviken | 36.748                             |
| Söderhamn | 26.257                             |

### Cidades e localidades principais
Os maiores centros urbanos do condado eram em 2020:

- Gävle : 79004 habitantes
- Sandviken : 25 344 habitantes
- Hudiksvall : 16 559 habitantes
- Bollnäs : 14 033 habitantes
- Söderhamn : 12 213 habitantes
- Ljusdal : 7 209 habitantes
- Valbo : 6 842 habitantes
- Hofors : 6200 habitantes
- Edsbyn : 4 321 habitantes
- Iggesund : 3 437 habitantes

### Comunicações
O condado é atravessado pela estrada europeia E4, e pelas linhas férreas Setentrional, conectando Avesta (Suécia)–Bollnäs–Ånge, no interior,  e da Costa Leste, ligando Uppsala- Gävle –Sundsvall, no litoral. Dispõe de aeroportos em Gävle, Hudiksvall och Söderhamn, e de um porto em Gävle.

### Economia
Gävleborg tem um carácter fortemente florestal. As principais indústrias estão relacionadas com o ferro e o aço, em Hofors e Sandviken, assim como a madeira, a pasta de papel e o papel, no litoral e nos vales dos rios Voxnan e Ljusnan.

## Política e administração regional

### Órgão administrativo regional
Como subdivisão regional, o condado é chefiado por um governador (landshövding), nomeado pelo governo, e tem a missão de executar as tarefas administrativas do estado nesse mesmo condado, contando para tal com o ”Conselho Administrativo do Condado de Gävleborg” (Länsstyrelsen i Gävleborgs län). 

### O condado e a região
No mesmo território do Condado de Gävleborg (län), opera a Região Gävleborg (region). Enquanto que o condado é um órgão administrativo – cujo governador é nomeado pelo estado, a região é um órgão político – eleito pelos cidadãos, e responsável pela gestão local da saúde, transportes, cultura, etc…

### O condado na União Europeia
No âmbito da União Europeia, o Condado de Gävleborg é uma unidade estatística do tipo (Nuts 3).